# Miranda de Azán
Miranda de Azán – gmina w Hiszpanii, w prowincji Salamanka, w Kastylii i León, o powierzchni 24,07 km². W 2011 roku gmina liczyła 437 mieszkańców.